# Johann Adam Schöpf

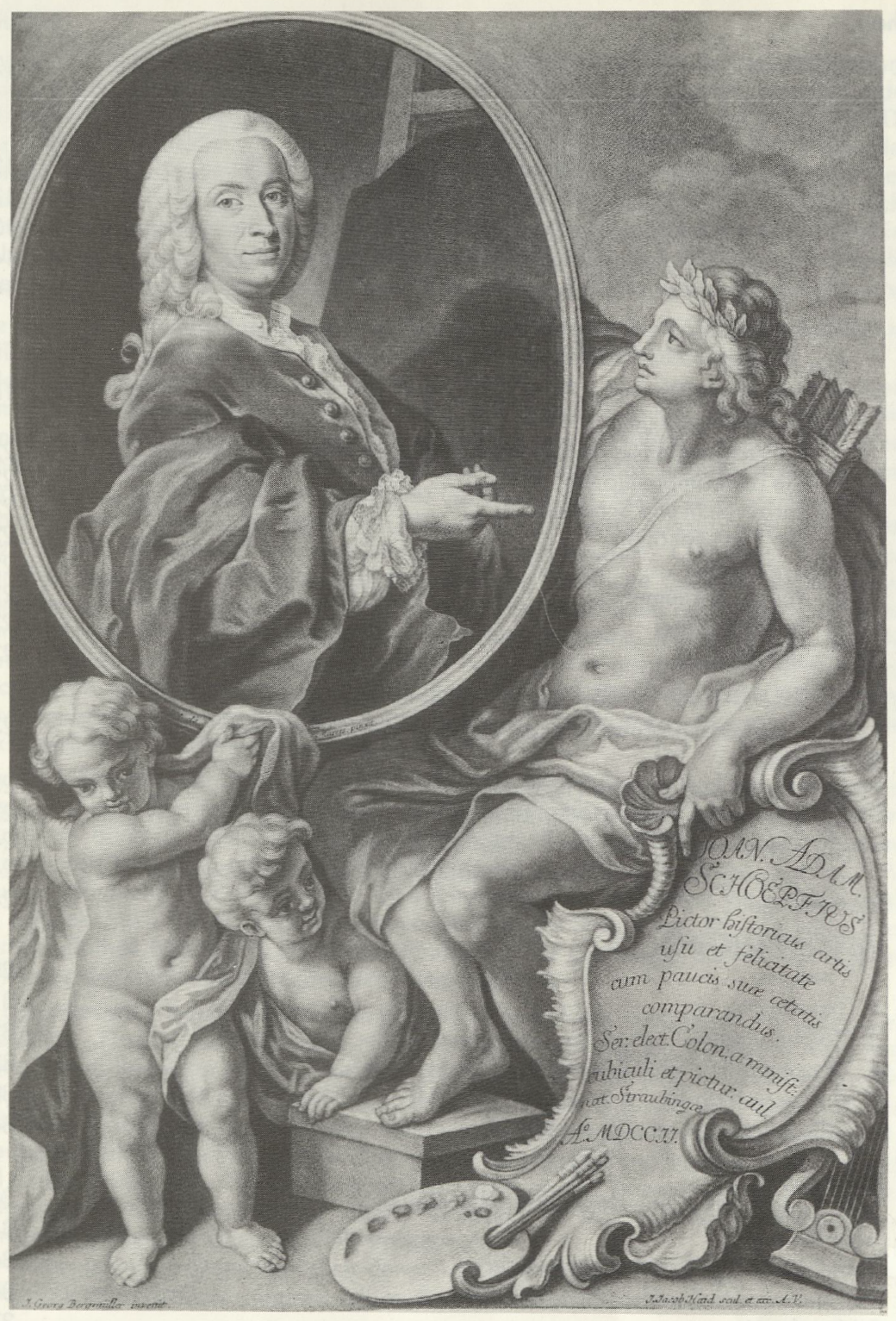
Johann Adam Schöpf (Schabkunstblatt von J. J. Haid nach J. G. Bergmüller und G. Desmarées), 1. Fassung, ca. 1750

Johann Adam Schöpf (* 1702 in Stadtamhof bei Regensburg; † 10. Januar 1772 in Egenburg) war ein Maler des Barock.

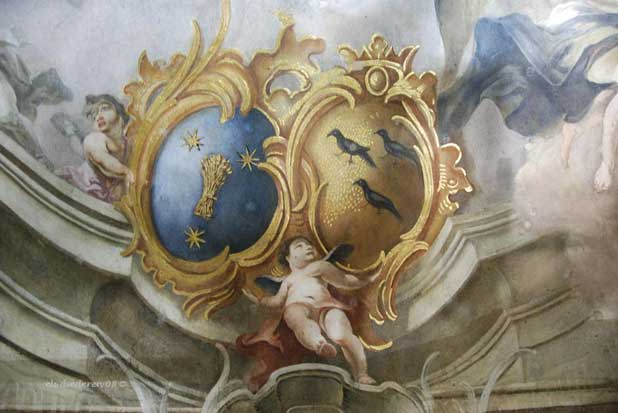
Fresko in der Gerlachuskirche, Houthem-Sint Gerlach (Niederlande)

## Leben
Johann Adam Schöpf war ein Sohn des Kunstschreiners und Bildhauers Jakob Schöpf. Nach einer Lehre bei dem Straubinger Kunstmaler Joseph Anton Merz begab er sich nach Prag, wo er seit 1724 nachgewiesen ist. Am 2. Juni 1726 leistete er eine Zahlung an die Altstädter Malerbruderschaft, die ihm im selben Jahr den Meistertitel verlieh. Am 7. Juli 1729 wurde er Bürger der Prager Altstadt. Zu seinen Prager Schülern gehörte der Maler Jan Karel Kovář. Am 8. April 1742 wurde Schöpf aus politischen Gründen aus Prag ausgewiesen, wobei ihm  Parteinahme für die Thronansprüche des bayerischen Kurfürsten Karl Albrecht zur Last gelegt worden sein soll. Anschließend hielt er sich meistens in München auf. Der Wittelsbacher Fürstbischof Clemens August, für den er zahlreiche Werke für dessen Stiftsgebiet Kurköln schuf, ernannte ihn zum Hofmaler. Im Alter zog Schöpf nach Egenburg, wo sein Sohn Ignaz Pfarrer war. Dort starb Schöpf im Alter von 70 Jahren. Sein Sohn Johann Nepomuk Schöpf war ebenfalls ein bekannter Maler und Radierer.

## Werke (Auswahl)

### In Böhmen
- Weißer Berg, Wallfahrtskirche: Fresken in der Kapelle des hl. Hilarius (1728)
- Hradschin, Wallfahrtskirche Loreto: Tafelbild „Amor und Psyche“
- Budweis: Rathaussaal mit Darstellung des Salomonischen Urteils

### Als kurkölnischer Hofmaler
- Bonn, Kreuzbergkirche: Deckengemälde
- Bonn, Kreuzbergkirche: Heilige Stiege
- Bonn, Poppelsdorfer Schloss, Deckenfresken im Sommerspeisesaal
- Bonn, Poppelsdorfer Schloss, Schlosskapelle
- Bonn, Kurfürstl. Residenz, Deckenfresken im Gardensaal
- Schloss Brühl, Heilig-Geist-Kapelle: Wand- und Deckengemälde
- Münster, Clemenskirche: Deckengemälde (1750)
- Valkenburg aan de Geul, Gerlachuskirche in Houthem-Sint Gerlach (in der niederländischen Provinz Limburg): Rokoko-Fresken (1753)

### In Bayern
- Gotteszell, Zisterzienser-Stiftskirche: Malereien an den Hochschiffwänden und Pilastern (1729, zusammen mit Josef Anton Merz)
- Straubing
  - Pfarrkirche St. Jakob: Wand- und Deckengemälde der Katharinen-, Aloysius- und Bruderschaftskapelle, im Kapellenkranz Fresken mit Szenen aus dem Leben Jesu
  - Kapelle im Herzogsschloss: zwei Seitenaltarblätter
  - Ehemaliges Franziskanerkloster: Altarbild „Flucht nach Ägypten“ (verschollen)
- Kloster Pfaffenmünster: Deckengemälde sowie zwei Wandbilder in der ehemaligen Stiftskirche St. Tiburtius (Zuschreibung)
- Kloster Mallersdorf: Chordeckengemälde (1747)
- Sünching, Schloss Sünching: Treppenhaus-Fresko (1760)
- Beuern, Pfarrkirche St. Michael: Fresko des Engelssturzes, umgeben von Brokat- und Kassettenmalerei (1759)
- Pfaffenhofen an der Glonn, Pfarrkirche St. Michael: Deckengemälde „Opfer des Alten Bundes“ und „Anbetung Gottvaters“ im Chor, „Höllensturz“ im Langhaus (1765–1772; gemeinsam mit Sohn Johann Nepomuk)
- Kapelle St. Johann Nepomuk in Geiselbullach: Deckenbilder

Einzelne Gemälde und Radierungen befinden sich in Museen und Sammlungen.

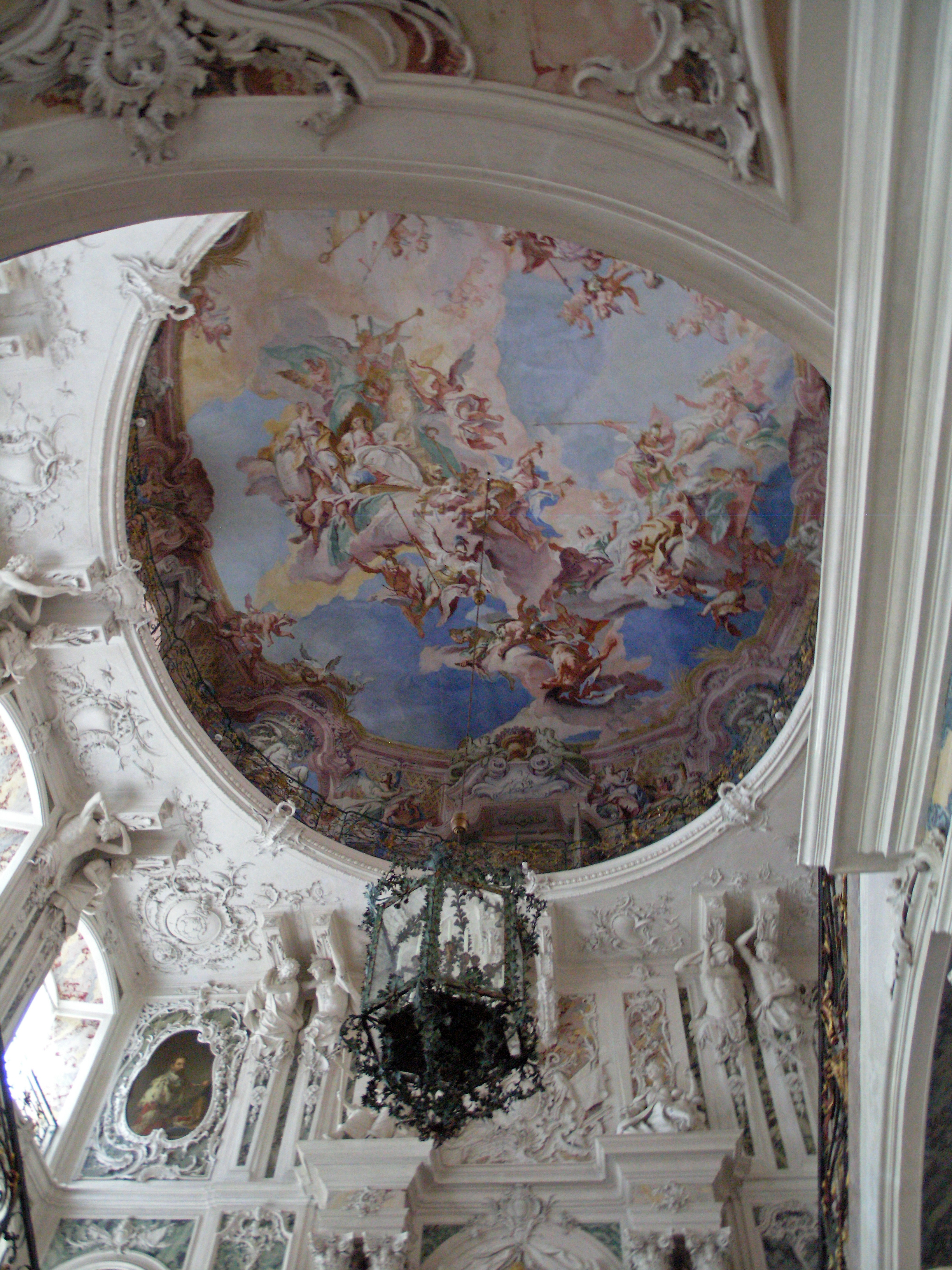
Augustusburg, Brühl (Treppenhaus, Deckenfresko von Carlo Carlone)
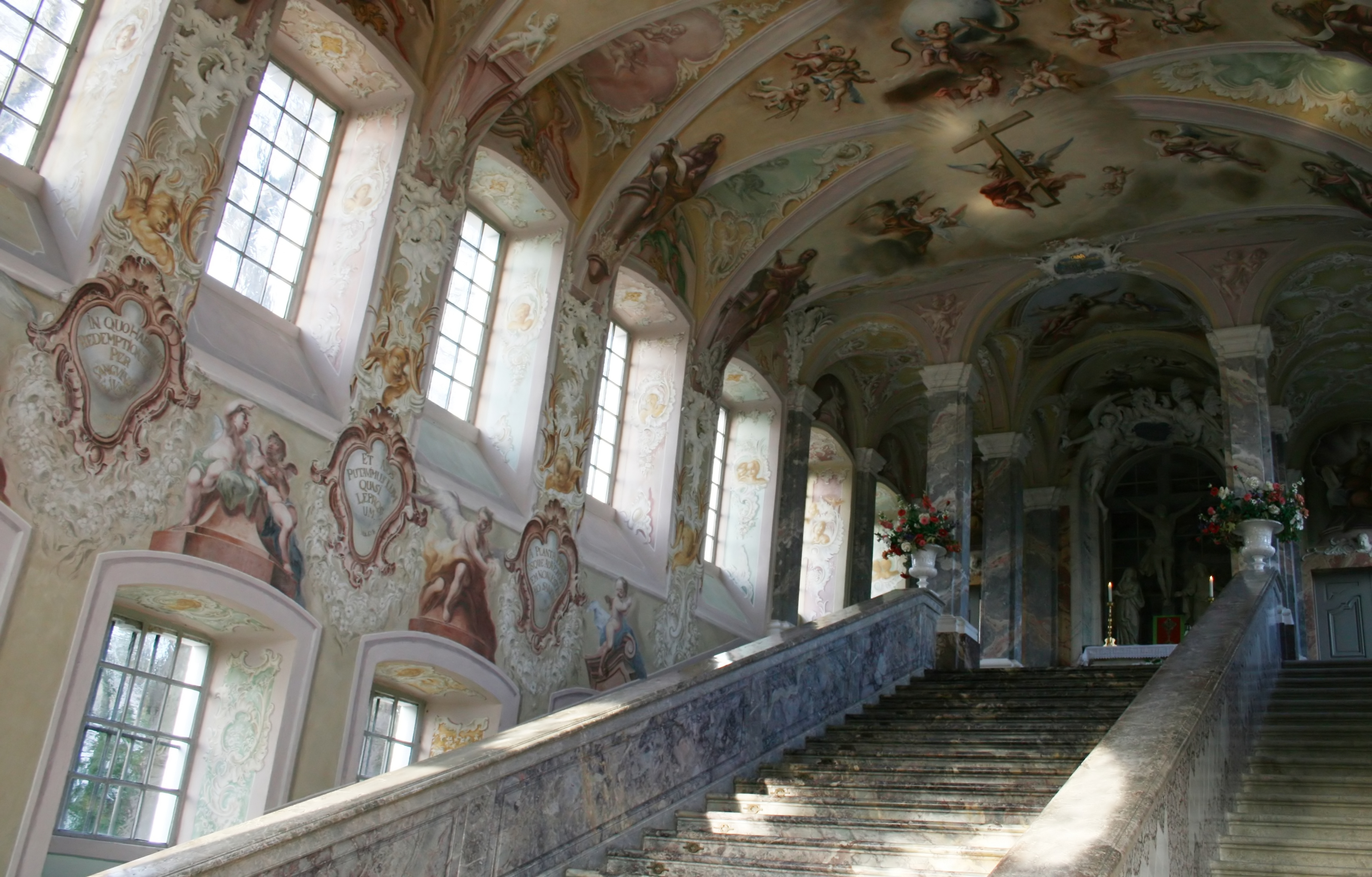
Heilige Stiege, Bonn
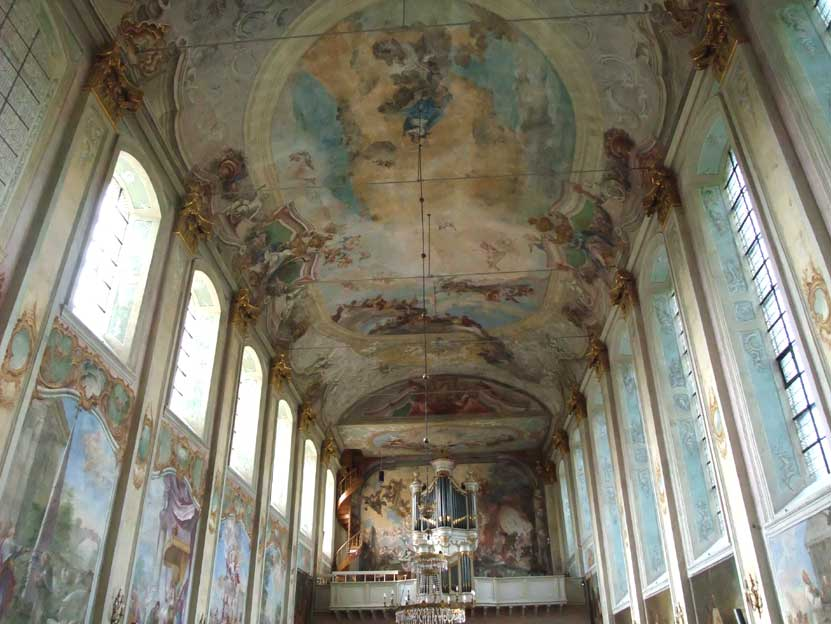
Gerlachuskirche, Houthem
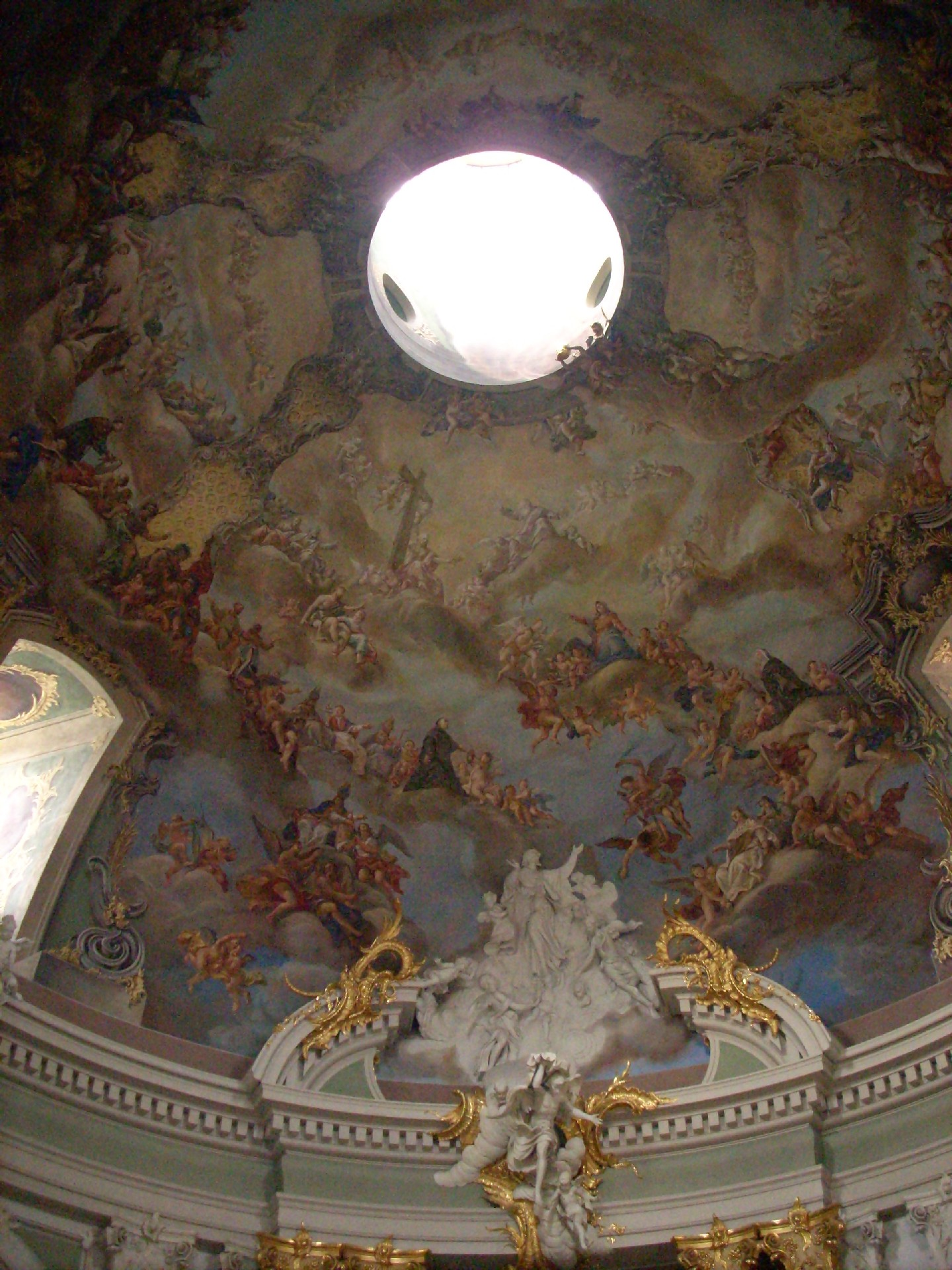
Clemenskirche, Münster